# Haymanella
Haymanella es un género de foraminífero bentónico de la subfamilia Ammomarginulininae, de la familia Lituolidae, de la superfamilia Lituoloidea, del suborden Lituolina y del orden Lituolida. Su especie tipo es Haymanella paleocenica. Su rango cronoestratigráfico abarca el Paleoceno.

## Discusión
Clasificaciones previas incluían Haymanella en el suborden Textulariina del orden Textulariida, o en el orden Lituolida sin diferenciar el suborden Lituolina.

## Clasificación
Haymanella incluye a las siguientes especies:
- Haymanella huberi †
- Haymanella paleocenica †